# Karl Schellen
Karl Schellen (* 22. August 1885 in Frankfurt am Main; † 17. Juni 1945 in Landsberg an der Warthe) war ein deutscher Verwaltungsjurist, Landrat des Kreises Limburg und Ministerialrat.

## Leben
Nach Ende seiner schulischen Ausbildung absolvierte der Katholik Karl Schellen ein Studium der Rechtswissenschaften in Straßburg. 1910 wurde er Gerichtsreferendar, 1911 Regierungsreferendar und 1914 wurde er zum Regierungsassessor ernannt. Im Anschluss folgten Tätigkeiten bei den Landratsämtern Schlawe und Neidenburg, sowie ab 1915 bei der Regierung Allenstein. 1919 wurde er vertretungsweise Hilfsarbeiter im preußischen Landwirtschafts- und im Ministerium des Innern. Im Juni 1919 wurde er vertretungsweise mit der Verwaltung des Kreises Limburg betraut, dem zwischen September 1919 und 1921 die Tätigkeit als Landrat ebenda folgte.
1920 wurde er Mitglied des Nassauischen Kommunallandtags des preußischen Regierungsbezirks Wiesbaden bzw. des Provinziallandtags der Provinz Hessen-Nassau für den Kreis Limburg, wo er Mitglied des Finanz- und Bauausschusses für die Christliche Volkspartei war. 1921 wurde er Referent im
Reichsministerium des Innern, wo er Bevollmächtigter Preußens bei der Bayerischen Staatsregierung war und 1922 wurde er Geschäftsträger bei der Preußischen Gesandtschaft in Sachsen. Am 10. Februar 1923 wurde er zum Oberverwaltungsgerichtsrat im preußischen Innenministerium ernannt. Um das Jahr 1928 wurde er Ministerialrat a. W. (auf Widerruf) bzw. z. D. (zur Disposition) als Rechtsvertreter am Oberverwaltungsgericht Berlin, sowie ab 1929 stellvertretender Leiter des Deutschen Landgemeindetages. In seinem Amt leistete er bereits vor 1933 intensive Unterstützung bei der Vorbereitung von Schritten zur Machtergreifung der Nationalsozialisten. Anfang 1933 dann auch zum Ministerialdirektor ernannt wurde er in dem neu geschaffenen Aufgabenbereich der Zentralabteilung im preußischen Innenministerium Leiter der Personalabteilung. Zum 1. Mai wurde er Mitglied der NSDAP, Mitglieds-Nr. 2 587 880 und wenige Monate darauf im Juni auch Mitglied der SS, Nr. 219 742.
Schellen starb kurz nach Kriegsende in sowjetischer Gefangenschaft.